# Nicholas Courtney
William Nicholas Stone Courtney (Caïro, Egypte, 16 december 1929 - Londen 22 februari 2011) was een Brits acteur, geboren in Egypte als zoon van een Britse diplomaat. Courtney is vooral bekend geworden als de kolonel en later de brigadegeneraal Alistair Gordon Lethbridge-Stewart uit de langlopende SF-serie Doctor Who, waarin hij tussen 1965 en 1989 107 keer te zien was. Hij speelde ook vele filmrollen, zoals in Bullseye! (1990, met Michael Caine en Roger Moore in de hoofdrollen) en Incendiary (2005). Gastrollen vertolkte Courtney onder meer in The Saint, The Avengers, Yes, Prime Minister, Only Fools and Horses en The Bill.
Courtney overleed op 81-jarige leeftijd aan kanker in het ziekenhuis Hampstead in Noordwest Londen.
- International Standard Name Identifier: 0000 0001 1494 537X
- Library of Congress Control Number: nb99084150
- MusicBrainz: 2774a2bd-9fde-4811-9dba-5d11997bfd1a
- Nationale Bibliotheek van Tsjechië: pna2009495240
- Virtual International Authority File: 85146529
- WorldCat: E39PBJghqkgW4PdC8Y8xFHPJDq